# Burghausen
Burghausen település Németországban, azon belül Bajorországban. Lakosainak száma 19 494 fő (2023. december 31.).
Itt található az óváros fölé nyúló hegytetőn a világ leghosszabb vára (1051 m).

## Fekvése
Az osztrák Salzburgtól kb. 50 km-re északra, Münchentől kb. 100 km-re keletre, az osztrák-német határfolyó, a Salzach mellett fekszik. 
Burghausen Haiming, Überackern, Hochburg-Ach, Sankt Radegund, Burgkirchen an der Alz és Mehring községekkel határos.

## Népessége
Népessége az elmúlt években az alábbi módon változott:
| Lakosok száma | 3010 | 5215 | 18 153 | 16 736 | 17 584 | 17 715 | 18 259 | 18 622 | 18 862 | 19 494 |
|               | 1808 | 1925 | 1970   | 1987   | 2012   | 2013   | 2015   | 2017   | 2021   | 2023   |

## Története

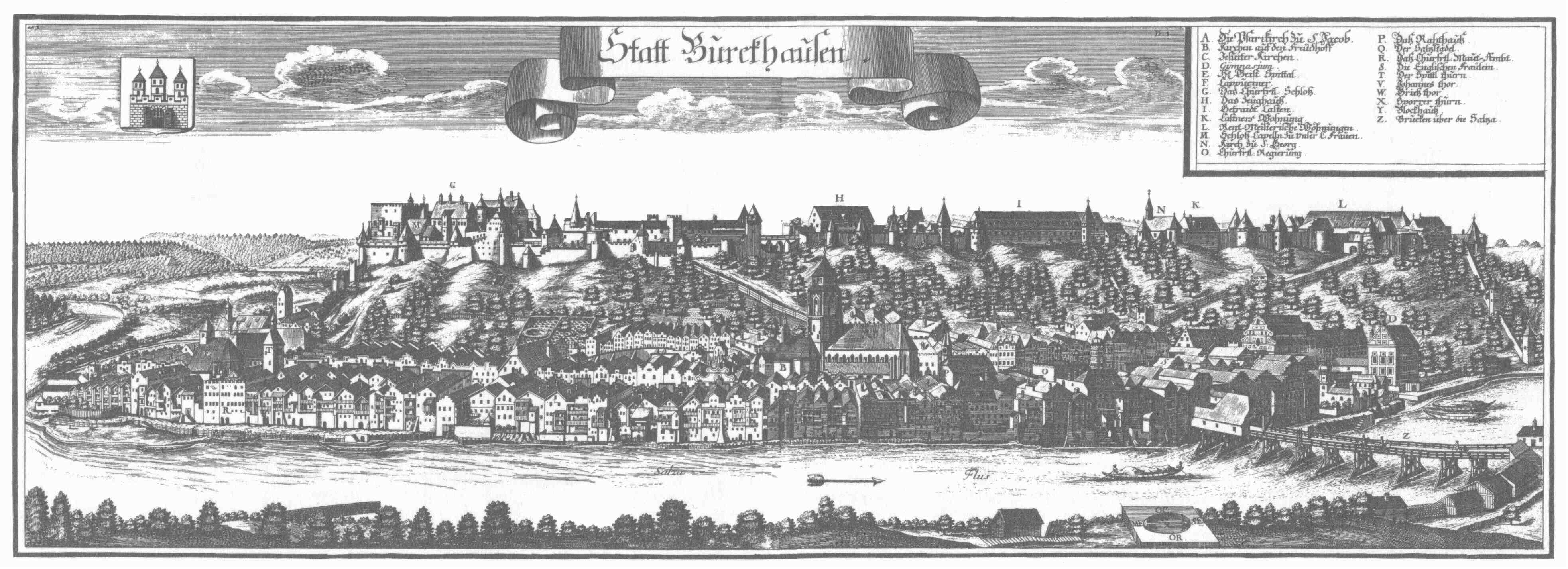
Burghausen egy régi metszeten

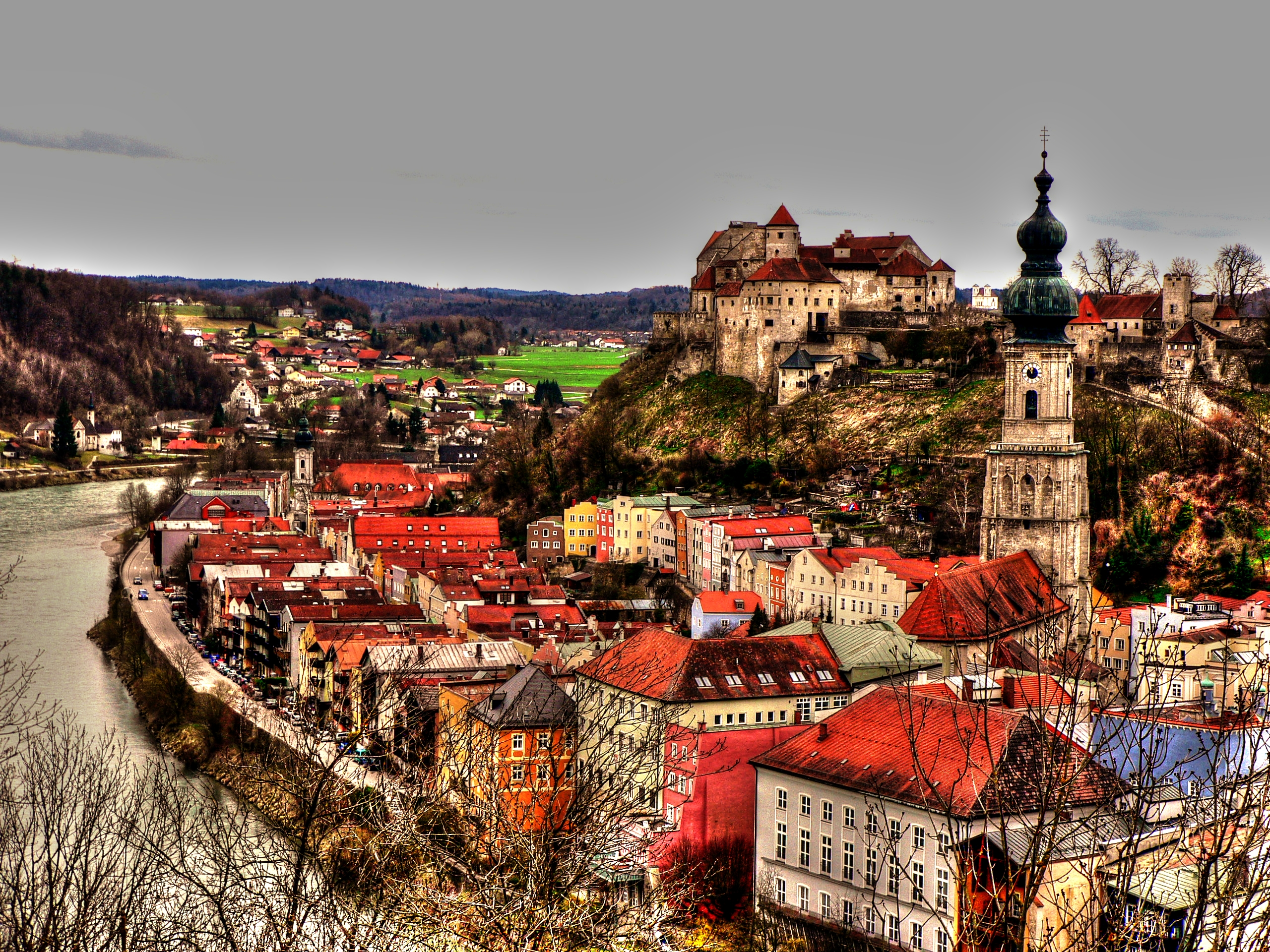
Burghausen látképe

Mint császári birtokot 1025-ben említették először, azonban a legújabb ásatások leletei szerint a Burghausen vár területe már a bronzkorban is lakott volt. A régészek kelta, vaskori és római kori leletekre bukkantak itt.
1164-ben Oroszlán Henrik vette birtokba a várat, 1180-ban a vár Wittelsbach birtok volt. 1229 körül kapott városi rangot. 1255-től az alsó-bajorországi hercegek második rezidenciájának számított.
Burghausen fő bevételi forrása a sókereskedelem volt.
A Burg Németország talán legnagyobb gótikus vára, mely 1 km hosszan húzódik a Salzach fölötti dombsoron.
A szinte bevehetetlen helyen már a kelták is építettek őrhelyet, A Burg a kora középkorban erődített királyi vár volt, ide menekült 1024-ben II. Henrik német-római császár özvegye, a később szentté avatott Kunigunda. A  vár a 12. században többször is gazdát cserélt. 1180-ban a  Wittelsbach grófok foglalták el és a vár birtokában lettek bajor hercegekké.
1255-ben XIII. Henrik bajor herceg kezdte el építeni az új várat a dombsor déli csúcsán. Elődei addigra már városi ranggal is felruházták azt a parányi települést, amely a Salzach folyó partján álló egyetlen házsorból állt. Az ősi, szorosan egymáshoz tapadó házak sorát ismétlődő tűzvészek pusztították el, de a Salzach áradásai is sok kárt okoztak a vár alján megtelepedőknek.
Az eredetileg hat, mára azonban 5 várból álló épületegyüttest erődcsoportot 1459–1503 között erődített várfallal vették körbe, köztük őrtornyokkal. Az egyes várakat egymástól masszív hidak és kapuk választják el.
A védelmi funkció megszűntével az erődöket lakóépületekké alakították át; a Guinness Rekordok Könyve szerint 1051 méteres hosszával ez a világ leghosszabb kastélya. Az együttest hat belső udvar, több torony és bástya tagolja. Épületeiben három múzeumot (Burgmuseum, Stadtmuseum, Fotomuseum) rendeztek be. Két kápolnája a Hedwigskapelle és az Elisabethkapelle.

## Nevezetességei
- A vár (Burg), amely leghosszabb a világon.
- Az óváros
- Szentkereszt-templom – Burghausen határában 1477-ben épült fel. 1953-ban történt tatarozása során késő gótikus freskókat tártak itt fel.
- Szent Rupert-várkápolna – 1480-ban épült gótikus stílusban.